# Gare de Cesson-Sévigné
Gare de Cesson-Sévigné – przystanek kolejowy w Cesson-Sévigné, w departamencie Ille-et-Vilaine, w regionie Bretania, we Francji.
Jest przystankiem Société nationale des chemins de fer français (SNCF), obsługiwanym przez pociągi TER Bretagne.

## Położenie
Znajduje się na wysokości 33 m n.p.m., na 367,931 km linii Paryż – Brest, pomiędzy stacjami Noyal - Acigné i Rennes.

## Usługi
Usługi kolejowe są prowadzone przez pociągi TER Bretagne, kursujące między Rennes i Vitré.
Przystanek jest obsługiwany przez autobusy Service des transports en commun de l'agglomération rennaise (STAR) linii 34, 35, 67.